# 朱翊鑅
利津安和王朱翊鑅（16世紀—1582年），明朝德藩唯一一代利津王，德恭王朱載墱的庶第三子。

## 生平
嘉靖三十八年（1559年）十月，封利津王。
萬曆十年（1582年），朱翊鑅去世，諡號安和。一年後，利津長子朱常滽卒，無子，利津王的封爵被廢除。

## 家庭

### 妻
- 李氏，遙授登侍郎李榮信女，嘉靖四十五年（1566年）四月冊為利津王妃[4]。

### 子
- 嫡長子：利津長子朱常滽
- 嫡第二子：朱常[5]